# Петрівка (Кропивницький район)
Петрі́вка — село в Україні, у Компаніївській селищній громаді Кропивницького району Кіровоградської області. Населення становить 110 осіб. До 2020 орган місцевого самоврядування — Петрівська сільська рада.

## Географія
У селі бере початок Балка Терноватка.

## Назва
Село засноване 1921 року переселенцями з с. Губівка і назване на честь Г. І. Петровського.
Населений пункт має бути перейменований, згідно з законом про декомунізацію.

## Населення
Згідно з переписом УРСР 1989 року чисельність наявного населення села становила 302 особи, з яких 156 чоловіків та 146 жінок.
За переписом населення України 2001 року в селі мешкало 267 осіб.

### Мова
Розподіл населення за рідною мовою за даними перепису 2001 року:
| Мова       | Відсоток |
| ---------- | -------- |
| українська | 98,50 %  |
| російська  | 0,75 %   |
| білоруська | 0,37 %   |
| молдовська | 0,37 %   |

## Уродженці
- Писаренок Андрій Володимирович (1989—2014) — боєць батальйону територіальної оборони «Айдар». Загинув у бою з російськими бойовиками під Луганськом[8].
- Павлюк Ярослав Ярославович (1980—2017) — солдат 72 ОМБр. Загинув під час обстрілу РОП в промзоні міста Авдіївка (Донецька область).[9]